# Sochinsogonia apoensis
Sochinsogonia apoensis är en insektsart som beskrevs av Young 1986. Sochinsogonia apoensis ingår i släktet Sochinsogonia och familjen dvärgstritar. Inga underarter finns listade i Catalogue of Life.